# Bernat Bosch Bastardes
Bosch  Bastardes est un nom espagnol. Le premier nom de famille, en général paternel, est Bosch ; le second, en général maternel, souvent omis, est Bastardes.
Bernat Bosch Bastardes, né à Barcelone, est un entraîneur de rink hockey qui entraîne le SD Espanyol depuis la saison 2017-2018,. Il est précédemment passé dans des clubs tels que l'Andorre HC, le CHP Poutres et Riells, le CE Arenys de Tas ou le SD Espanyol, ainsi qu'à la tête de la sélection andorrane. 
En tant que joueur, il joue en première division en 2001 avec le CP Vilanova. 